# Saprovor
Saprovor (gr. σαπρός [sapros] „faul, verfault“) nennt man Organismen, die sich von totem organischen Material (Detritus) ernähren. Das bekannteste Beispiel hierfür sind eine große Zahl von Pilzarten (Fungi). 
Saprovoren sind Destruenten, d. h. Zersetzer. Saprovor lebende Tiere, Pilze und Bakterien ermöglichen das Leben auf der Erde, da ohne sie die verfügbaren Nährstoffe mit der Zeit ausgehen würden. Sie sorgen dafür, dass die Nährstoffe in totem Material wieder dem Boden zugänglich gemacht werden können, um wieder als Nährstoffe für Pflanzen und Tiere zu dienen. 
Früher wurden auch einige Pflanzen als Saprophyten bezeichnet, was allerdings überholt ist, da diese autotroph leben und nicht saprobiotisch.
zu den Saprovoren zählt man die
- Saprophagen
- Saprobier
- Saprobionten